# Dansk - voffer det?
Dansk - voffer det? er en dansk dokumentarfilm fra 1987, der er instrueret af Flemming la Cour efter eget manuskript.

## Handling
Dokumentarfilm om det danske sprog, dets tradition og om hvordan begreber opstår, hvoraf nogle bliver og andre hurtigt glider ud igen. Filmen handler også om, hvordan ord kan bruges til at udøve magt. På trods af vigtigheden ved at lære og kunne dansk, er dansktimerne i folkeskolen blevet voldsomt reduceret i de senere år.